# Szigetmonostor
Szigetmonostor község Pest vármegyében, a Szentendrei járásban, a budapesti agglomerációban.

## Fekvése
A Duna váci főága és a Szentendrei-Duna által közrefogott Szentendrei-sziget legdélibb települése; főutcája a sziget egyik legfontosabb útjának számító 1113-as közút. Szigetmonostorhoz tartozik Horány üdülőfalu, valamint a sziget teljes déli része, mintegy 12 kilométernyi észak-déli kiterjedésben. Szentendre és Leányfalu határvidékével, illetve Dunakeszivel forgalmas kompjárat köti össze; előbbit a 11 307-es (a túlparton pedig a 11 308-as), utóbbit a 11 306-os (a túlparton pedig a 12 301-es) út szolgálja ki. Normál vízállásnál a település személyszállító révjáratokkal Gödről és Szentendre belvárosából is elérhető. Bár áthalad a közigazgatási területén a Megyeri híd is, annak környezetvédelmi okok miatt nincs lejárata a Szentendrei-szigetre, így közúton a település csak a Tahitótfaluban található Tildy hídon közelíthető meg.

## Geológiája
A Visegrádi-szorost elhagyva lényegesen lelassul a Duna folyása, hordalékát lerakja, így alakult ki a 31 km hosszú, átlagosan 3-3,5 km széles Szentendrei-sziget. Felszínét a Duna hordaléka, s a víz és a szél formálta. Geológiai sajátossága, hogy a kavicsréteget alul agyag, felül homok zárja le, s így kiváló vízszűrő, -tisztító szerepet tölt be, ezáltal jó ivóvizet biztosít fővárosnak és környékének, valamint a sziget településeinek. A sík, alacsonyan fekvő területet a gyakori árvizektől kiterjedt gátrendszer védi.

## Története
A Duna szabályozása előtt a terület gyakran volt vízzel elborítva, így a település csak a szentendrei sziget közepe felé, a kiemelkedő homokdombokon alakulhatott ki. Elég elzárt terület a közlekedés szempontjából az évszázadok során, de történelmi viharok idején bizonyos védelmet is jelentett ez a földrajzi adottság. A sziget már az őskorban is lakott volt, erre utalnak a rézkorból és a vaskorból származó leletek. A római korban a horányi révnél őrtorony is volt. A honfoglaláskor a Kartal nemzetség birtokába jutott. Tiburc ispán 1214-ben bencés kolostort alapított a Szent Szalvátornak (Krisztus) szentelve. Sajnos a kolostornak ma már nyoma sincs, a település azonban kezdetben annak alapítójáról kapta nevét: Tiburcmonostor, majd Monostor néven vonult be a történelembe. Szigetmonostor elnevezéssel majd csak a kiegyezés évében, 1867-ben találkozunk először.
A falu lakosai az 1520-as években[forrás?] tértek át a református hitre, lelkészük vezetésével a Nagy-Duna partjáról a település jelenlegi helyére menekültek a török elől, de az adó elől nem menekülhettek, adót kellett fizetni a töröknek és a magyar királyságnak is. Az ellenreformáció megtorlásai sem kerülték el a települést. I. Lipót német-római császár nemigen kapott tőlük adót, így eladta a területet a győri vár kapitányának, Zichy István grófnak. A török uralom végére mindössze 52 település maradt lakott hely a megyében, köztük Monostor. 1750-ben Zichy István Horányi Gábor uraságnak adta el Monostort, Horányi egyre több katolikus embert telepített be, így alakult ki Monostoron az a helyzet, hogy a felvégen a reformátusok, az alvégen a katolikusok laktak, s a két felekezet sokáig rivalizált egymással.
A katolikusoknak 1752-ben épült templom, a reformátusoknak 1771-ben miután a katolikus Horányi család kezéről a birtok az óbudai koronauralom alá került.
A 19. században többször is volt árvíz, ennek ellenére a község fejlődött és gyarapodott, főleg a 19-20. század fordulóján, majd a 20. században. Fő foglalkozás és megélhetési forrás a mezőgazdasági termények előállítása; búza, árpa, rozs, kukorica mellett zöldségek, gyümölcsök; málna, földieper, ezek ma is jellemzőek. Már az 1930-as évektől nagy szerepe van a térségnek a főváros ivóvízellátásában, így az infrastruktúra is fejlődésnek indult. Utak, járdák, vízvezeték, orvosi rendelő, sportlétesítmények, presszó, húsbolt, önkiszolgáló bolt, könyvtár épültek. A falu életének meghatározó tényezőjévé vált a Fővárosi Vízművek jelenléte: Munkaadóként és fejlesztőként, ugyanakkor szabályozóként és a falutól délre eső területek szigorú őrzőjeként is.
Ma sem sorvadó település Szigetmonostor, mintegy kétezer lakosa van, s a Duna–Ipoly Nemzeti Park része. Védett növénye az árvalányhaj, a településtől délre fekvő Rudafás erdőt is szeretnék védetté nyilvánítani. Festői tájait ma is látogatják alkotó művészek is, mint hajdan Vajda Lajos festőművész és grafikus. 1953-ban a helység katolikus templomának freskóit Jeges Ernő festette.

## Közélete

### Polgármesterei
- 1990–1994: Mócsai János (FKgP)[8]
- 1994–1998: Szilágyi Lajos (független)[9]
- 1998–2002: Szilágyi Lajos (független)[10]
- 2002–2006: Szilágyi Lajos (független)[11]
- 2006–2010: Molnár Zsolt (független)[12]
- 2010–2014: Molnár Zsolt (független)[13]
- 2014–2019: Molnár Zsolt (független)[14]
- 2019–2024: Molnár Zsolt (független)[15]
- 2024– : Molnár Zsolt (független)[1]

A településen a 2002. október 20-án megtartott önkormányzati választás érdekessége volt, hogy az országos átlagot jóval meghaladó számú, összesen 7 polgármesterjelölt indult. Ilyen nagy számú jelöltre abban az évben az egész országban csak 24 település lakói szavazhattak, ennél több (8 vagy 10) aspiránsra pedig hét másik településen volt példa.

## Népesség
A település népességének változása:
| Lakosok száma | 2235 | 2262 | 2519 | 2735 | 2972 | 2999 | 2984 |
|               | 2013 | 2014 | 2018 | 2021 | 2022 | 2023 | 2024 |

A 2011-es népszámlálás során a lakosok 87,4%-a magyarnak, 0,3% cigánynak, 0,9% németnek, 0,3% szlováknak mondta magát (12,5% nem nyilatkozott; a kettős identitások miatt a végösszeg nagyobb lehet 100%-nál). A vallási megoszlás a következő volt: római katolikus 33,9%, református 16,8%, evangélikus 2%, görögkatolikus 0,4%, izraelita 0,2%, felekezeten kívüli 17,8% (27% nem nyilatkozott).
2022-ben a lakosság 86,2%-a vallotta magát magyarnak, 0,7% németnek, 0,4% cigánynak, 0,4% románnak, 0,3% lengyelnek, 0,2% szlováknak, 0,2% szerbnek, 0,1-0,1% görögnek, örménynek, bolgárnak, ruszinnak és ukránnak, 4,1% egyéb, nem hazai nemzetiségűnek (13,4% nem nyilatkozott; a kettős identitások miatt a végösszeg nagyobb lehet 100%-nál). Vallásuk szerint 22% volt római katolikus, 11,3% református, 1,7% evangélikus, 0,4% görög katolikus, 0,2% izraelita, 0,2% ortodox, 1,1% egyéb keresztény, 1,1% egyéb katolikus, 18,5% felekezeten kívüli (42,9% nem válaszolt).

## Nevezetességei
- Katolikus templom (1752) – műemlék
- Római katolikus plébánia (1740-es évek) – műemlék
- Református templom (1771)
- Római híd hídfőjének romjai, őrtoronymaradványok (a másik hídfő romjai Dunakeszin találhatók) – műemlék
- Megyeri híd
- Egyfás-sziget
- A SUHANJ! 6 nonprofit jótékonysági futóverseny[18]

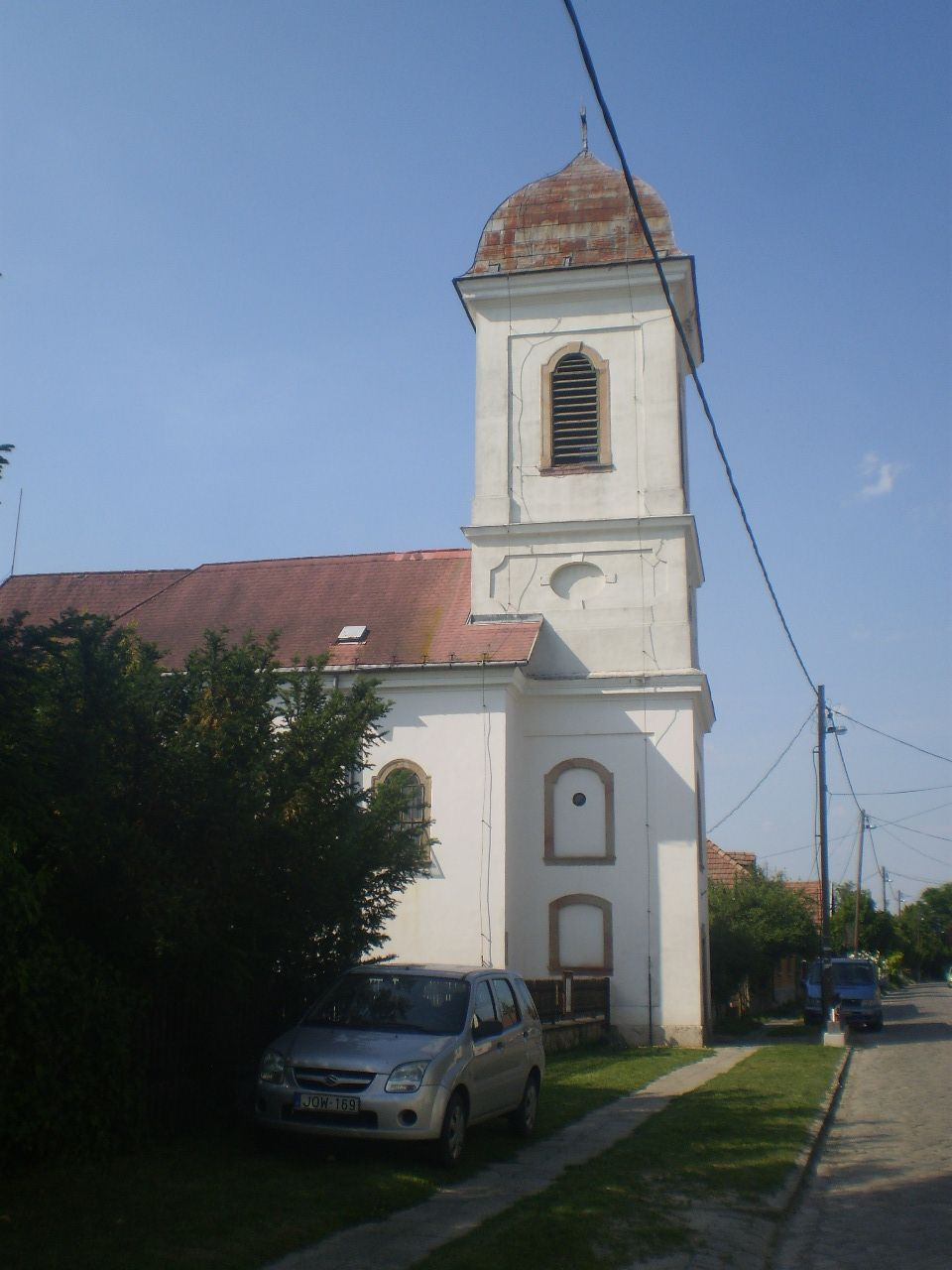
Katolikus templom
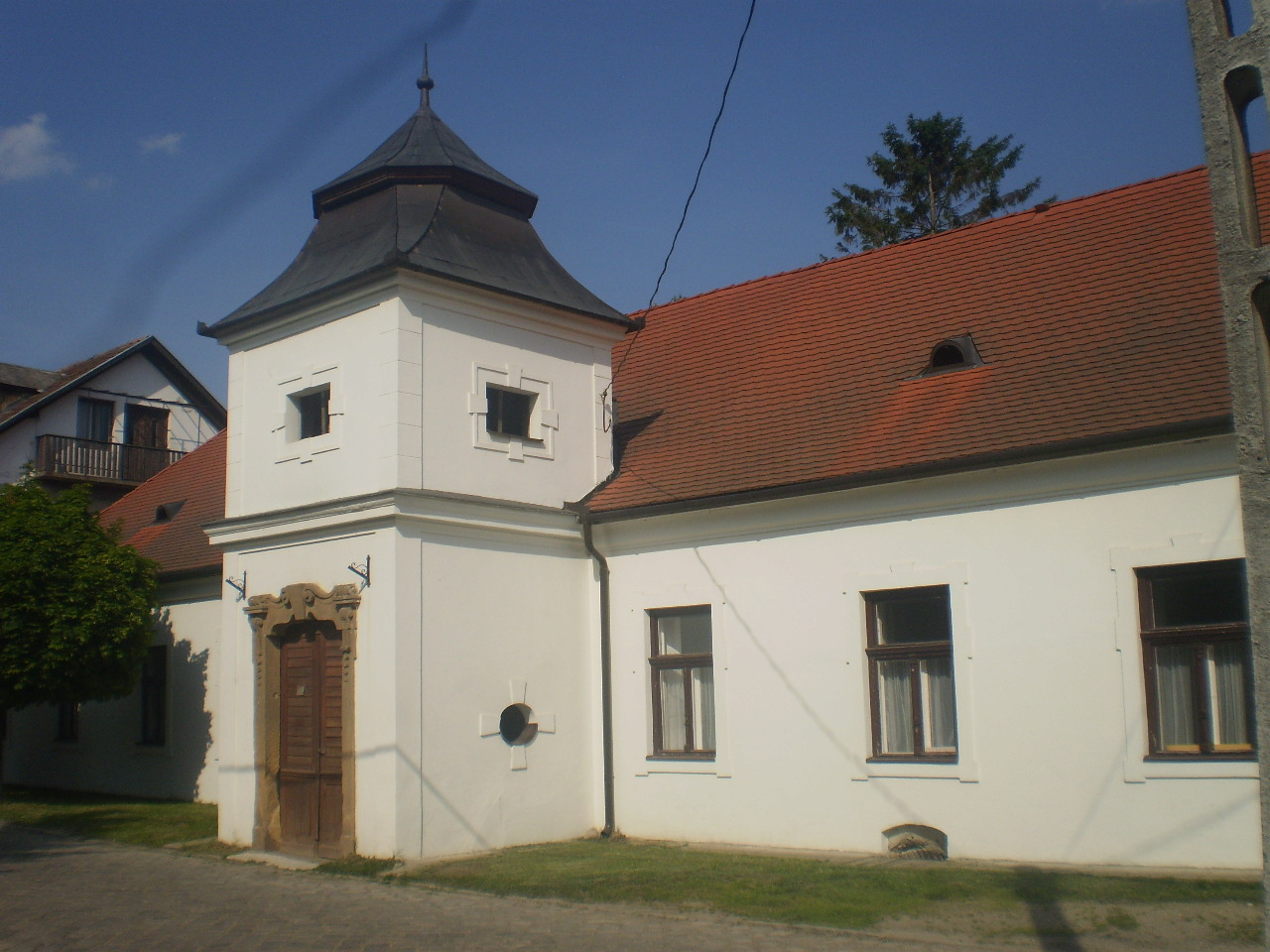
Római katolikus plébánia (1740-es évek) műemlék
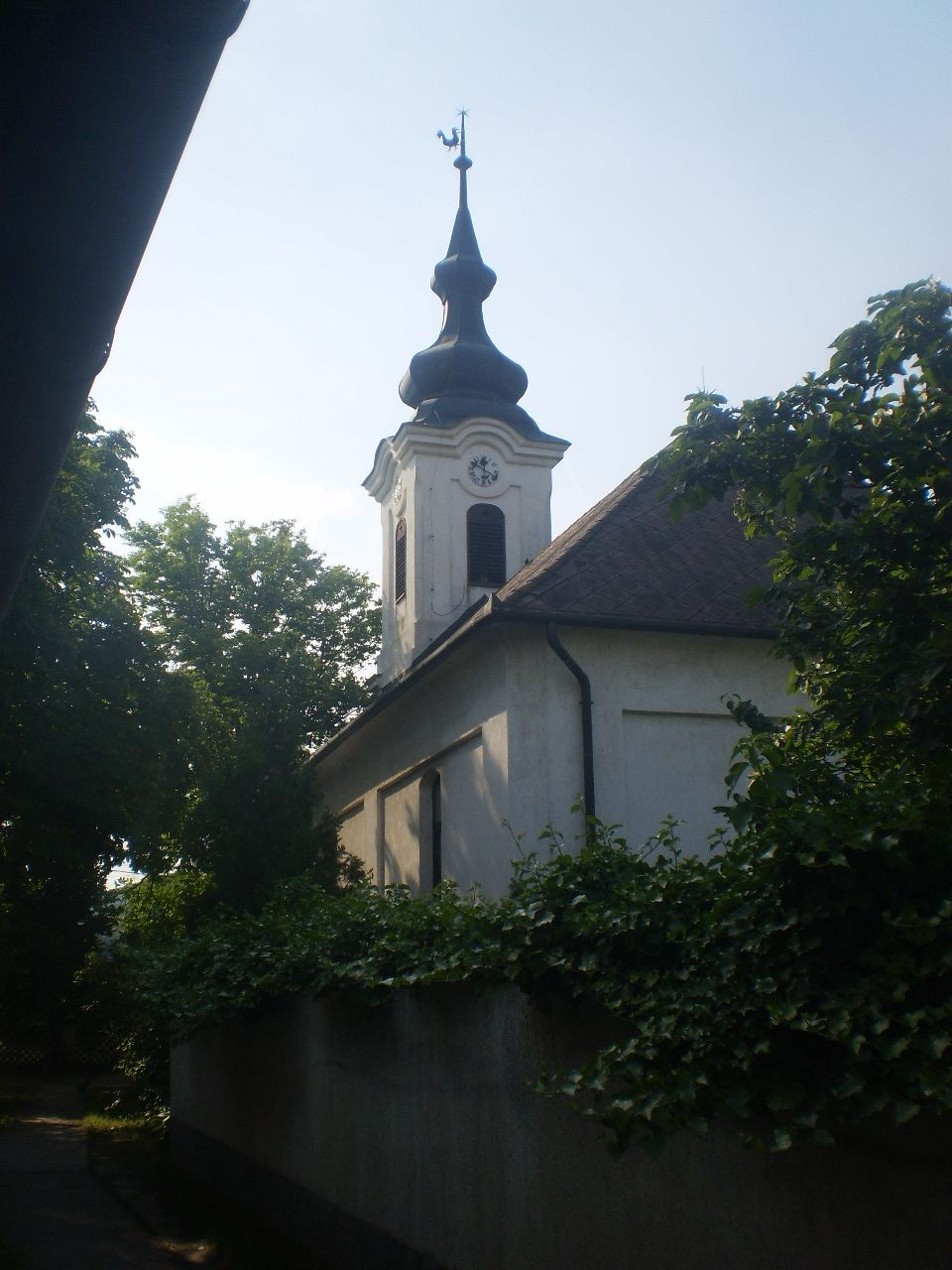
Református templom (1771)

## Ismert emberek
- Itt is dolgozott Vajda Lajos festőművész
- Itt született F. Mócsai Gábor kanonok, a Budapest-Felsővízivárosi Szent Anna Plébánia plébánosa. A vakokkal foglalkozó misszió kiemelkedő alakja.
- Itt dolgozik Nyakas Attila festőművész